# 1630 год в науке
В 1630 году произошли различные научные и технологические события, некоторые из которых представлены ниже.

## События
- Пьер Ферма доказал, что площадь бесконечного участка под кривой «локон Аньези» конечна, и вычислил значение этой площади. Это был первый в математике несобственный интеграл (в 1647 году Грегуар де Сен-Венсан нашёл второй, площадь под гиперболой)[1].

## Публикации
- Патриарх Филарет поручил составить «Новый летописец» — официальную историю Русского государства с конца правления Ивана IV[2][3].
- В Японии запрещена европейская научная или религиозная литература[4].

## Родились
См. также: Категория:Родившиеся в 1630 году
- 13 сентября — Улоф Рудбек, шведский физиолог и ботаник (умер в 1702 году).
- Октябрь — Исаак Барроу, английский математик, предшественник математического анализа и учитель Ньютона (умер в 1677 году).
- (?) — Кункель, Иоганн, немецкий химик, первым получивший гремучую ртуть (умер в 1703 году).
- (?) — Жан Рише, французский астроном и картограф, ученик Джованни Кассини. Первым обнаружил (1671), что период колебаний маятника на экваторе больше, чем севернее; это стало одним из прямых доказательств вращения Земли и различия веса в разных точках нашей планеты из-за центробежной силы[5].

## Скончались
См. также: Категория:Умершие в 1630 году
- 26 января — Генри Бригс, английский математик, первым издавший логарифмические таблицы с десятичными логарифмами (род. в 1556 году).
- 1 августа — Федерико Чези, итальянский натуралист, основатель Национальной академии деи Линчеи (род. в 1586 году).
- 15 ноября — Иоганн Кеплер, немецкий астроном и математик, открывший законы движения планет (род. в 1571 году).